# نيكولاس ديفيد
نيكولاس ديفيد (بالإنجليزية: Nicholas David)‏ هو مغني أمريكي، ولد في 1981 في إيجان في الولايات المتحدة.

## وصلات خارجية
- الموقع الرسمي
- نيكولاس ديفيد على موقع ميوزك برينز (الإنجليزية)